# Vardzia

Samtsche-Dzjavachetiens läge i Georgien.

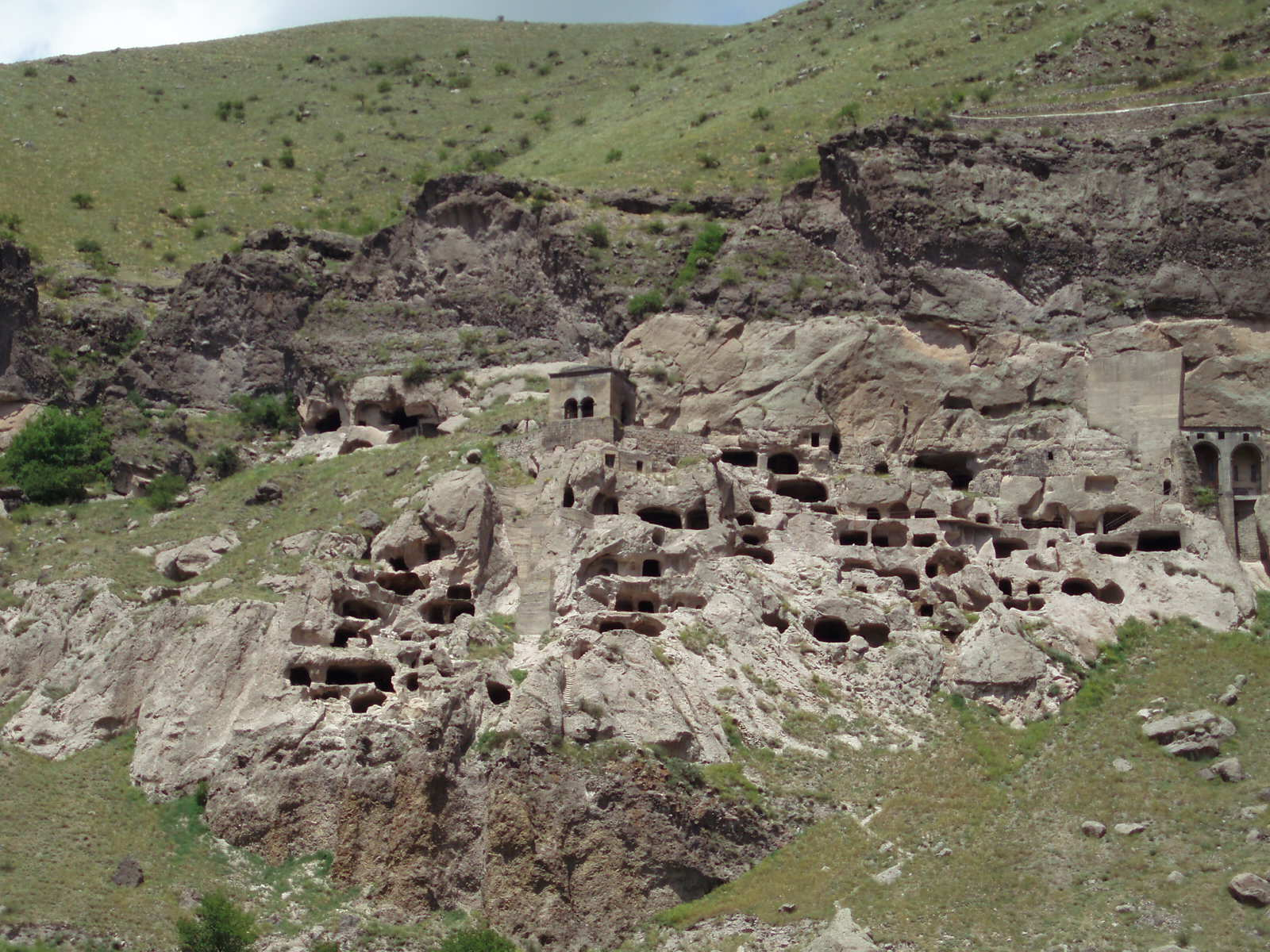
Vardzia

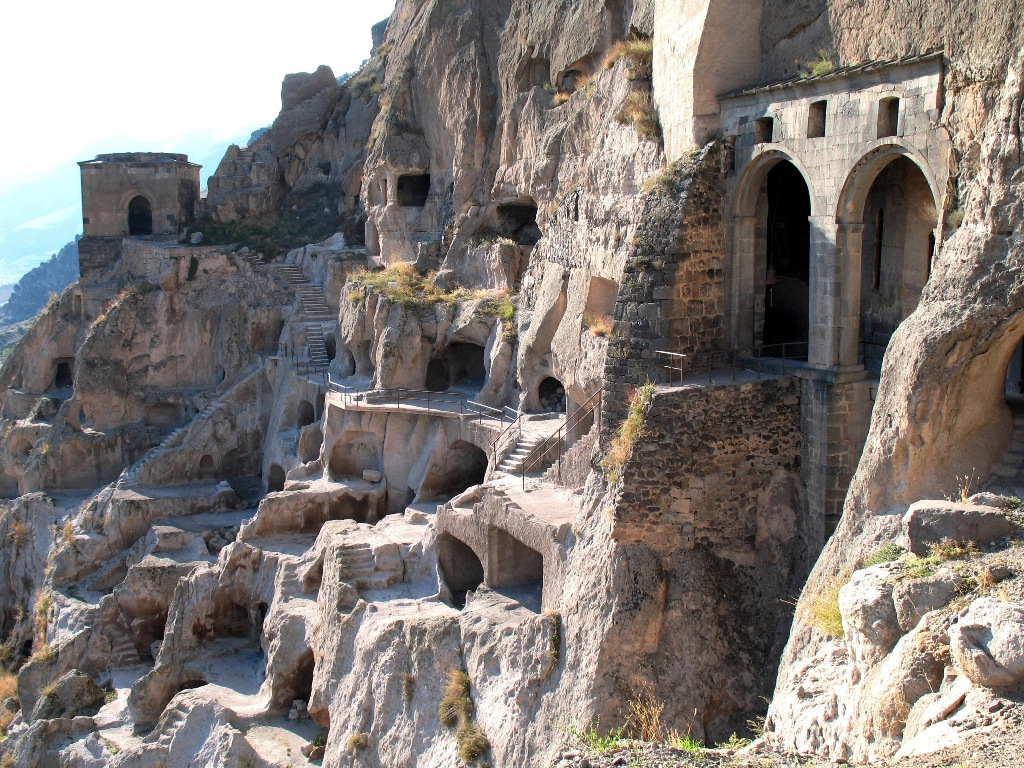
Stora kyrkan och klocktornet

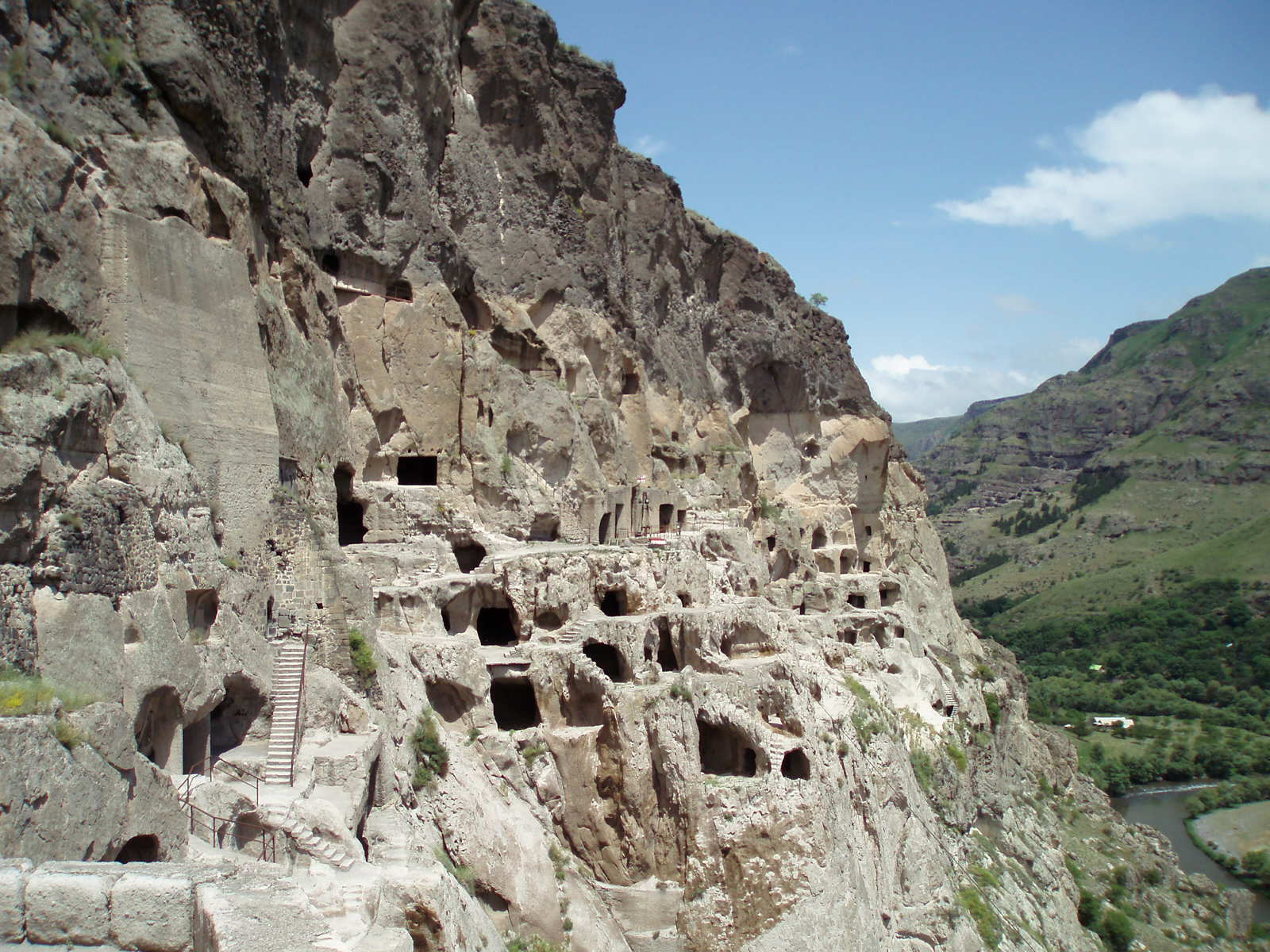
Erushetiberget ovan Kurafloden

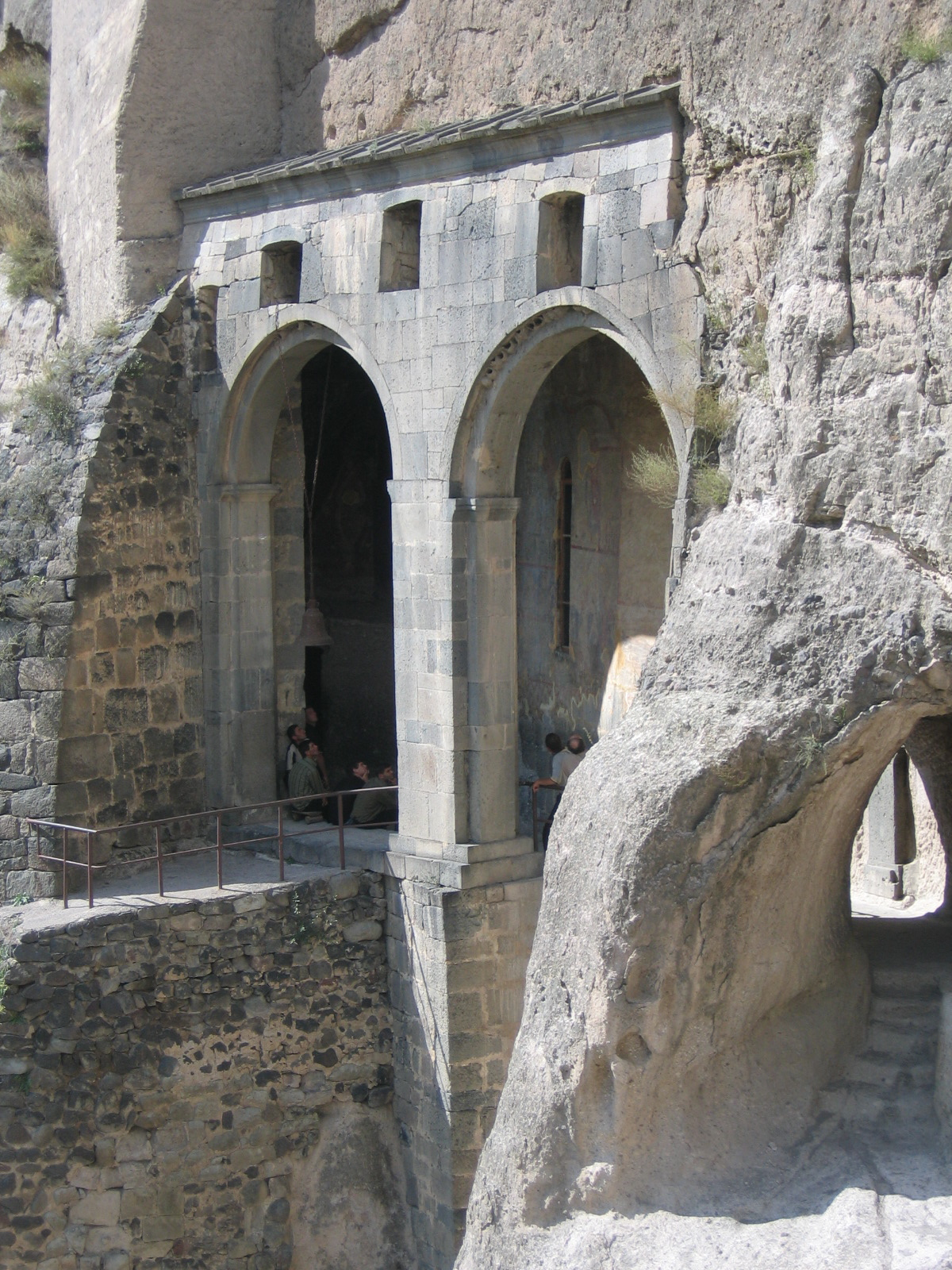
Stora kyrkan

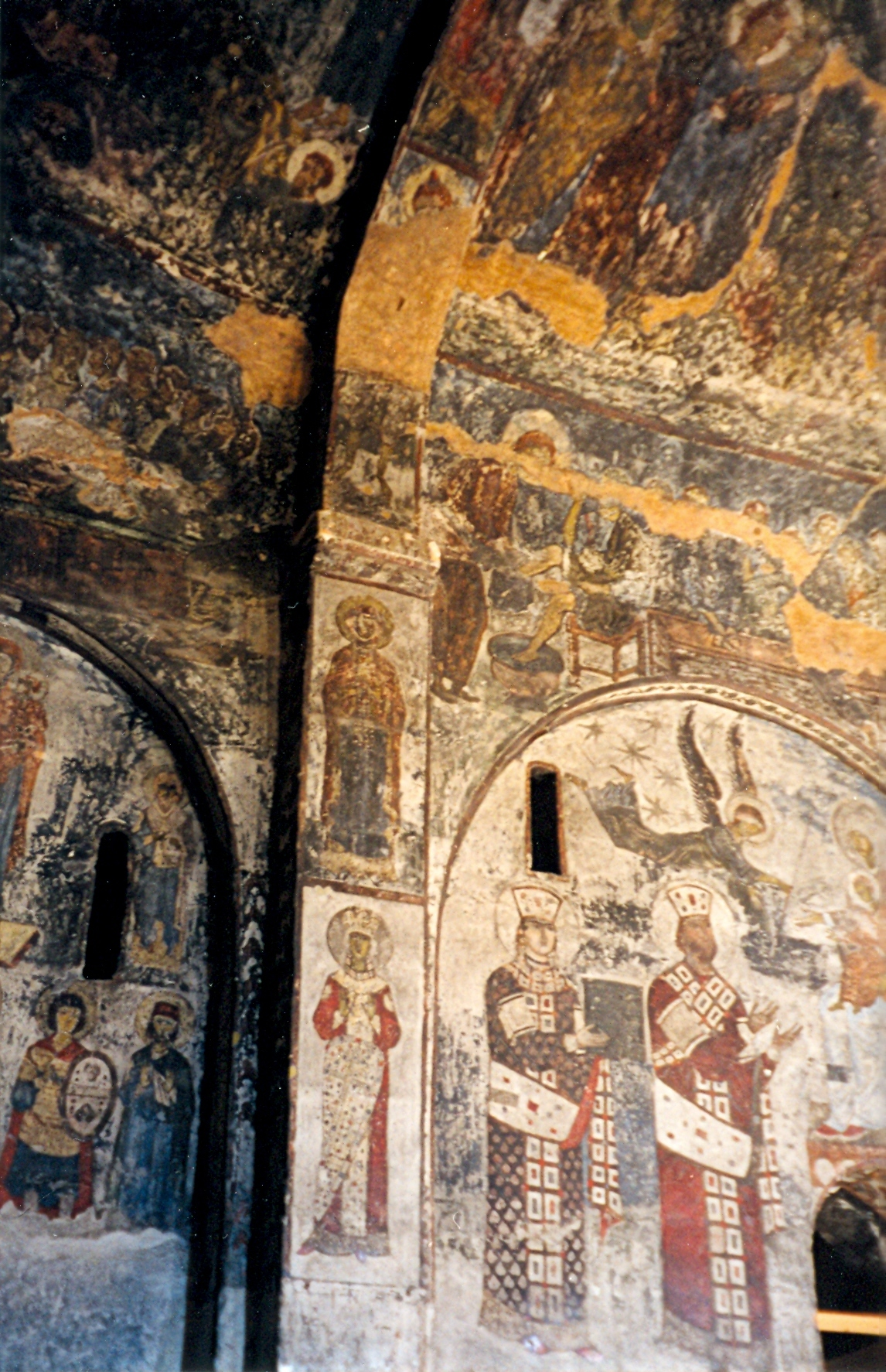
Fresker i Stora kyrkan

Vardzia (georgiska: ვარძია) är en klippstad i Samtsche-Dzjavachetien i södra Georgien. Staden byggdes som försvarsanläggning i slutet av 1100-talet under kung Giorgi III och instiftades som kloster år 1185 av drottning Tamar. Vardzia förstördes till stora delar under en jordbävning i slutet av 1200-talet. Idag är området ett byggnadsminne och är uppsatt som kandidat på Unescos världsarvslista.

## Geografi
Vardzia ligger cirka 300 km väster om huvudstaden Tbilisi i den södra delen av regionen Samtsche-Dzjavacheti. Staden ligger i bergskedjan Lilla Kaukasus i provinsen Aspindza cirka 16 km väster om orten Achalkalaki och nära gränsen mot Turkiet.

## Staden
Vardzia sträcker sig cirka 900 meter längs Erusjetibergets sluttning längs den norra sidan av floden Mtkvari (Kurafloden). Staden är, likt Petra i Jordanien och Lalibela i Etiopien, uthuggen direkt ur klipporna.
Staden består av mellan 5 och 7 våningar och upp till 13 våningar  med en sammanlagd höjd på cirka 50 meter  och är uppdelad i 2 sektioner en bostadsdel och en klosterdel.
Vardzia består idag av cirka 600 rum  fördelade på enskilda bostadsrum och allmänna utrymmen  som kyrkorum, samlingsrum, skattkammare, bibliotek, förråd och bad. Rummen är förbundna av vertikala trappsektioner. Det finns även akvedukter och tunnlar mellan våningarna där vissa tunnlar leder ned till floden och utgör stadens ingångar.  Vidare fanns även försvarsanläggningar och ett stort klocktorn.
"Stora kyrkan" är tillägnad Theotokos ("Guds moder") död och är rikligt utsmyckad med fresker bland andra föreställande drottning Tamar. Kyrkan är cirka 9 meter hög  och inuti finns en mängd välbevarade konstverk, däribland en hodegetria (ikon av Gudsmodern) i absiden och en mandylion över ingången. 

## Historia
Staden byggdes som försvarsanläggning i slutet av 1100-talet kring 1156 under kung Giorgi III och färdigställdes under dennes dotter drottning Tamar. 
- Den 15 augusti 1185 instiftades staden som kloster av drottning Tamar. [3]
- Drottning Tamar bodde i staden åren 1193 till 1195 under en väpnad konflikt med Seldjukerna.
- 1283 förstördes stora delar av staden under en jordbävning som orsakade ett jordskred. [2][8][4]
- 1551 angreps och plundrades staden av Persien under Tamasp I. [2][4]
- 1578 angreps staden av Osmanska riket under Murad III. [2]
- 1938 utsågs Vardzia till Byggnadsminne och området började restaureras. [4][3]
- Den 24 oktober 2007 satte Unesco upp staden som kandidat på Unescos världsarvslista. [7]